# Царева нова школа
Царева нова школа (енгл. The Emperor's New School) америчка је анимирана телевизијска серија чији је творац Марк Дајндал, која садржи две сезоне које су се емитовале од 27. јануара 2006. до 20. новембра 2008. године. Представља спин-оф филма из 2000. године Царев нови фазон. У серији, Куско мора ићи у државну средњу школу, Академију Куско, пре него што постане цар Царства Инка. Изма, Кусков бивши саветник, прерушава се у директорку школа у покушају да га натера да пропусти своје часове да би могла постати сама царица. Добија помоћ од свог помоћника Кронка, Куску помажу његова другарица Малина и сељанин Пача и његова породица. Епизоде користе психолошку комедију и секције где Куско прекида сцене како би се директно обратио гледаоцу.
Већина оригиналне поставе — Ерта Кит, Патрик Ворбертон, Боб Берџен и Венди Мелик — вратила се за серију, иако је Џон Пол Ману заменио Дејвида Спејда у главној улози. Брајан Камингс привремено је испунио улогу Џон Гудмана. Извршни продуцент Бобс Ганавеј добио је Дајндалово одобрење и желео је да сачува елементе из филма у свом телевизијском спин-офу, посебно у свом уметничком стилу. Епизоде су продуциране користећи традиционалну 2Д анимацију. Према Ганавеју, изабрани су академски амбијенти и приче за истраживање Кускове друштвене неспособности. Мајкл Тавера је написао уводну шпицу, иако су Лора Дикинсон и Кит такође допринели саундтреку.
У Србији, Црној Гори, Северној Македонији и Републици Српској, цртана серија је синхронизована на енглески кренула са емитовањем на српској верзији Дизни канала у априлу 2012. године. Нема ДВД издања.

## Синопсис
Адолесцентски цар/означитељ Куско не сме да влада нити живети у палати док не заврши Академију Куско. Као несташан, лењ ученик, он је у опасности да остане нелагодан гост у скромној породици лама-пастира Паче. Може чак бити и потпуно срушен, ако зли претендент Изма добија свој пут у бескрајним плановима који укључују нежног Кронка и чаробне напитке. Ипак, неозбиљан Куско тежи детињастим задовољствима и другарици Малини, његовој супротности као ученици манекенки, незаинтересованом често његовом спасењу, као и Кронку.